# Paul Desfarges
Paul Jacques Marie Desfarges (Saint-Étienne, 7 maggio 1944) è un arcivescovo cattolico francese con cittadinanza algerina, dal 27 dicembre 2021 arcivescovo emerito di Algeri.

## Biografia
Paul Jacques Marie Desfarges è nato il 7 maggio 1944 a Saint-Étienne, dipartimento della Loira ed arcidiocesi di Lione (oggi diocesi di Saint-Étienne), poco prima della fine del Governo di Vichy (oggi nella parte centro-orientale della Repubblica francese).

### Formazione e ministero sacerdotale
Dopo aver terminato gli studi primari, ha continuato quelli secondari prima al Seminario minore della nativa Saint-Étienne e poi presso Montbrison. In seguito si è iscritto al Seminario diocesano Saint-Irénée a Lione per gli studi filosofici. Alla fine del "premier cycle" di studi, nel 1965 si è trasferito in Algeria per svolgere il servizio militare, lavorando anche come cooperante (Volontarie du Service National Actif) nella diocesi di Laghouat, in qualità di insegnante a titolo civile nella scuola dei padri bianchi a Ghardaïa. Al suo rientro in Francia, ha deciso di entrare nella Compagnia di Gesù e si è unito al noviziato di Parigi il 14 ottobre 1967. Ha svolto gli studi superiori all'Università di Nizza, dove ha ottenuto il dottorato in psicologia.
È stato ordinato diacono l'8 maggio 1975, giorno dopo aver compiuto trentuno anni, nella chiesa di Staint-Ignace a Parigi, per imposizione delle mani di Daniel-Joseph-Louis-Marie Pézeril, vescovo titolare di Reperi ed ausiliare di Parigi; ha poi ricevuto l'ordinazione sacerdotale il 14 giugno seguente, nella stessa chiesa, per imposizione delle mani del cardinale Gabriel Auguste François Marty, arcivescovo metropolita di Parigi.
Poco dopo l'ordinazione si è trasferito a Damasco, in Siria, per migliorare la sua conoscenza della lingua araba. Tornato in Algeria, nel settembre 1976 è giunto a Costantina come insegnante di psicologia in lingua araba presso l'università locale. In quel periodo ha emesso la professione solenne per la Compagnia di Gesù il 30 aprile 1981 e l'anno seguente, il 1982, ha ottenuto la cittadinanza algerina. Dal 1983 al 2005 è stato vicario generale della diocesi di Costantina ed ha continuato l'insegnamento presso l'Ateneo fino al settembre 2006, per ben trent'anni. È stato inoltre superiore della comunità dei gesuiti ad Algeri e direttore della Casa per ritiri spirituali Ben Smen dei gesuiti nella medesima città, incarichi svolti fino alla promozione all'episcopato.

### Ministero episcopale

#### Vescovo di Costantina
Il 21 novembre 2008 papa Benedetto XVI lo ha nominato, sessantaquattrenne, vescovo di Costantina; è succeduto al settantaseienne Gabriel Jules Joseph Piroird, Ist. del Prado, dimessosi contestualmente per raggiunti limiti d'età dopo oltre venticinque anni di governo pastorale. Ha ricevuto la consacrazione episcopale il 12 febbraio 2009, nella basilica di Notre Dame de l'Afrique ad Algeri, per imposizione delle mani di Ghaleb Moussa Abdalla Bader, arcivescovo metropolita di Algeri, assistito dai co-consacranti Dominique Lebrun, vescovo di Saint-Étienne, e monsignor Piroird, suo predecessore. Ha preso possesso della diocesi durante una cerimonia svoltasi presso la cattedrale di Nostra Signora dei Sette Dolori a Costantina il 20 febbraio seguente. Come suo motto episcopale ha scelto Ta volonté soit faite, che tradotto vuol dire "Sia fatta la Tua volontà".
Il 2 marzo 2015 si è recato in Vaticano, assieme agli altri membri dell'episcopato nordafricano, per la visita ad limina apostolorum, allo scopo di discutere con il pontefice della situazione e dei problemi relativi alla sua diocesi. Lo stesso anno è stato eletto presidente della Conferenza episcopale regionale del Nordafrica (Conférence Episcopale Regionale du Nord de l'Afrique, CERNA), che raggruppa gli episcopati di Marocco, Algeria, Tunisia, Libia e Sahara Occidentale; è succeduto a Vincent Landel, S.C.I. di Béth., arcivescovo di Rabat.

#### Arcivescovo metropolita di Algeri
Il 23 maggio 2015 è stato nominato amministratore apostolico di Algeri, contestualmente al trasferimento di monsignor Bader alla sede titolare di Matara di Numidia ed all'incarico di nunzio apostolico in Pakistan. Il 24 dicembre 2016 papa Francesco lo ha promosso, settantaduenne, arcivescovo metropolita di Algeri. Ha preso possesso dell'arcidiocesi durante una cerimonia svoltasi presso la cattedrale del Sacro Cuore ad Algeri il 10 febbraio 2017.
Il 1º settembre 2017 si è recato nuovamente in Vaticano per un'udienza privata con il papa.
In qualità di presidente della CERNA, ha partecipato all'incontro di riflessione e spiritualità "Mediterraneo frontiera di pace", svoltosi a Bari, in Italia, dal 19 al 23 febbraio 2020, rivolgendo l'ultimo giorno un discorso di ringraziamento a papa Francesco. L'8 luglio dello stesso anno il pontefice lo ha nominato membro del Pontificio consiglio per il dialogo interreligioso per un mandato rinnovabile di un quinquennio.
Il 27 dicembre 2021 papa Francesco ha accolto la sua rinuncia al governo pastorale dell'arcidiocesi di Algeri, presentata per raggiunti limiti d'età; gli è succeduto Jean-Paul Vesco, fino ad allora vescovo di Orano.

## Genealogia episcopale
La genealogia episcopale è:
- Cardinale Scipione Rebiba
- Cardinale Giulio Antonio Santori
- Cardinale Girolamo Bernerio, O.P.
- Arcivescovo Galeazzo Sanvitale
- Cardinale Ludovico Ludovisi
- Cardinale Luigi Caetani
- Cardinale Ulderico Carpegna
- Cardinale Paluzzo Paluzzi Altieri degli Albertoni
- Papa Benedetto XIII
- Papa Benedetto XIV
- Papa Clemente XIII
- Cardinale Enrico Benedetto Stuart
- Papa Leone XII
- Cardinale Chiarissimo Falconieri Mellini
- Cardinale Camillo Di Pietro
- Cardinale Mieczysław Halka Ledóchowski
- Cardinale Jan Maurycy Paweł Puzyna de Kosielsko
- Arcivescovo Józef Bilczewski
- Arcivescovo Bolesław Twardowski
- Arcivescovo Eugeniusz Baziak
- Papa Giovanni Paolo II
- Patriarca Michel Sabbah
- Patriarca Fouad Twal
- Arcivescovo Ghaleb Moussa Abdalla Bader
- Arcivescovo Paul Jacques Marie Desfarges, S.I.